# Ian Crawford
Ian Crawford (Edimburgo, 14 luglio 1934 – Peterborough, 30 novembre 2007) è stato un calciatore e allenatore di calcio scozzese, di ruolo attaccante.

## Carriera

### Giocatore

#### Club
Crawford cominciò la carriera con la maglia dello Hibernian, per poi passare allo Hamilton Academical. Successivamente, militò nelle file degli Hearts e del West Ham. Vestì poi la casacca di Scunthorpe United e Peterborough United.

### Allenatore
Dal 1979 al 1983 guidò i norvegesi dello HamKam. Nel 1986 fu invece al Jerv. Dal 1991 al 1992 fu invece allenatore dei finlandesi dell'Ilves. Nel 1990 tornò al Jerv.

## Palmarès

### Club

#### Competizioni nazionali
- Campionato scozzese: 4

Hibernian: 1950-1951, 1951-1952
Hearts: 1957-1958, 1959-1960
- Coppa di Scozia: 1

Hearts: 1955-1956
- Coppa di Lega scozzese: 3

Hearts: 1954-1955, 1958-1959, 1959-1960